# Krzysztof Gajtkowski
Krzysztof Gajtkowski (Bytom, 26 settembre 1980) è un ex calciatore polacco, di ruolo attaccante.

## Carriera

### Club
Nel gennaio del 2011 si trasferisce al Warta Poznań.

## Palmarès
- Coppa di Polonia: 1

Lech Poznań: 2003-2004
- Supercoppa di Polonia: 1

Lech Poznań: 2004